# 玛格丽特·丁格尔代因
玛格丽特·丁格尔代因（英語：Margaret Dingeldein，1980年5月30日—），美国女子水球运动员。她曾代表美国国家队参加2004年夏季奥林匹克运动会水球比赛，获得一枚铜牌。